# Mehdi El Glaoui
Mehdi El Mazouari El Glaoui (Choisy-le-Roi, 26 mei 1956) is een Frans acteur en vooral bekend als kindster. Hij is de zoon van auteur en actrice Cécile Aubry en Si Brahim El Glaoui, zoon van de pacha van Marrakech.
Mehdi speelde onder andere de hoofdrol van Sebastien in de reeksen van Belle et Sebastien. In de periode 1968-1972 waren deze ook op de Nederlandse televisie te zien.
- Bibliothèque nationale de France: cb14041054q (data)
- Gemeinsame Normdatei: 1038077974
- International Standard Name Identifier: 0000 0000 0321 4697
- Library of Congress Control Number: no2016122794
- Nationale Bibliotheek van Tsjechië: hka2012718772
- Nederlandse Thesaurus van Auteursnamen: 331382229
- Système universitaire de documentation: 178143448
- Virtual International Authority File: 32198842
- WorldCat: E39PBJt3WpB36bJ4jqJpqKvj4q